# Massinet Sorcinelli
Massinet Sorcinelli (São Paulo, 27 de febrero de 1922 - 12 de agosto de 1971) fue un jugador de baloncesto brasileño. Fue medalla de bronce con Brasil en los Juegos Olímpicos de Londres 1948.